# 白羊座51
白羊座51（51 Ari, 51 Arietis），是一颗位于白羊座的恒星，距离地球69.027805291005光年，视星等为6.62。